# Romagne-Gesnes
Romagne-Gesnes is een voormalige gemeente in het Franse departement Meuse in de toenmalige regio Lotharingen. De gemeente werd in 1973 gevormd door de fusie van de gemeenten Gesnes-en-Argonne en Romagne-sous-Montfaucon en maakte deel uit van het arrondissement Verdun en van het kanton Montfaucon-d'Argonne. In 1987 werd de fusie ongedaan gemaakt en werden de voormalige gemeenten weer hersteld.